# Marc Atili Règul (cònsol 294 aC)
Marc Atili Règul (llatí: Marcus Atilius Regulus) va ser un magistrat romà. Era fill probablement de Marc Atili Règul, cònsol el 335 aC. Formava part de la gens Atília.
Va ser elegit cònsol l'any 294 aC amb Luci Postumi Megel, i va fer la guerra contra els samnites. Segons algunes fonts va ser derrotat amb fortes pèrdues prop de Lucèria, però l'endemà va derrotar els samnites i va fer passar a 7.200 sota el jou. Titus Livi diu que li va ser refusat l'honor del triomf, però els Fasti si que li atorguen per la seva victòria sobre volsonibus i samnitibus. Els volsonibus podrien ser els volcentes parents dels hirpins i lucans, o bé els volsinienses (habitants de Volsinii).